# Hotel Ferdinand din Hațeg
Hotel Ferdinand este un monument istoric aflat pe teritoriul orașului Hațeg. Datează din secolul al XIX-lea. 

## Istoric și trăsături
Situat ultracentral, hotelul are o istorie veche la nivel local. În fotografiile vechi apare tot cu destinația de hotel, însăși denumirea sa fiind dată de o vizită a Regelui Ferdinand în zonă.
Înainte de a fi sediul Băncii Agricole, între 1995 și 2000, în clădire funcționa un restaurant și spații de cazare, inclusiv în perioada comunistă. Prin 2006 a fost achiziționat de către familia Szekely din Hațeg.
În anul 2009 clădirea a început să fie reabilitată, de către noii proprietari, antreprenori locali în domeniul construcțiilor. După reabilitare a fost inclusă în circuitul turistic ca hotel cu 22 de camere și restaurant.
Odată cu pandemia profitabilitatea afacerii a scăzut și hotelul a fost scos la vânzare. A fost achiziționat de un concern din Ungaria. După schimbarea proprietarului hotelul a fost închis.
Achiziția este una controversată, firma respectivă Manevi ZRT (Manevi Zartkoru Reszvenytarsasag) fiind una din cele două firme folosite de Fundația pentru conservarea patrimoniului construit din Europa Centrală prin care guvernul maghiar finanțează achiziția de clădiri de patrimoniu, care devin ulterior centre de educație și cultură pentru etnicii maghiari din România.

## Imagini

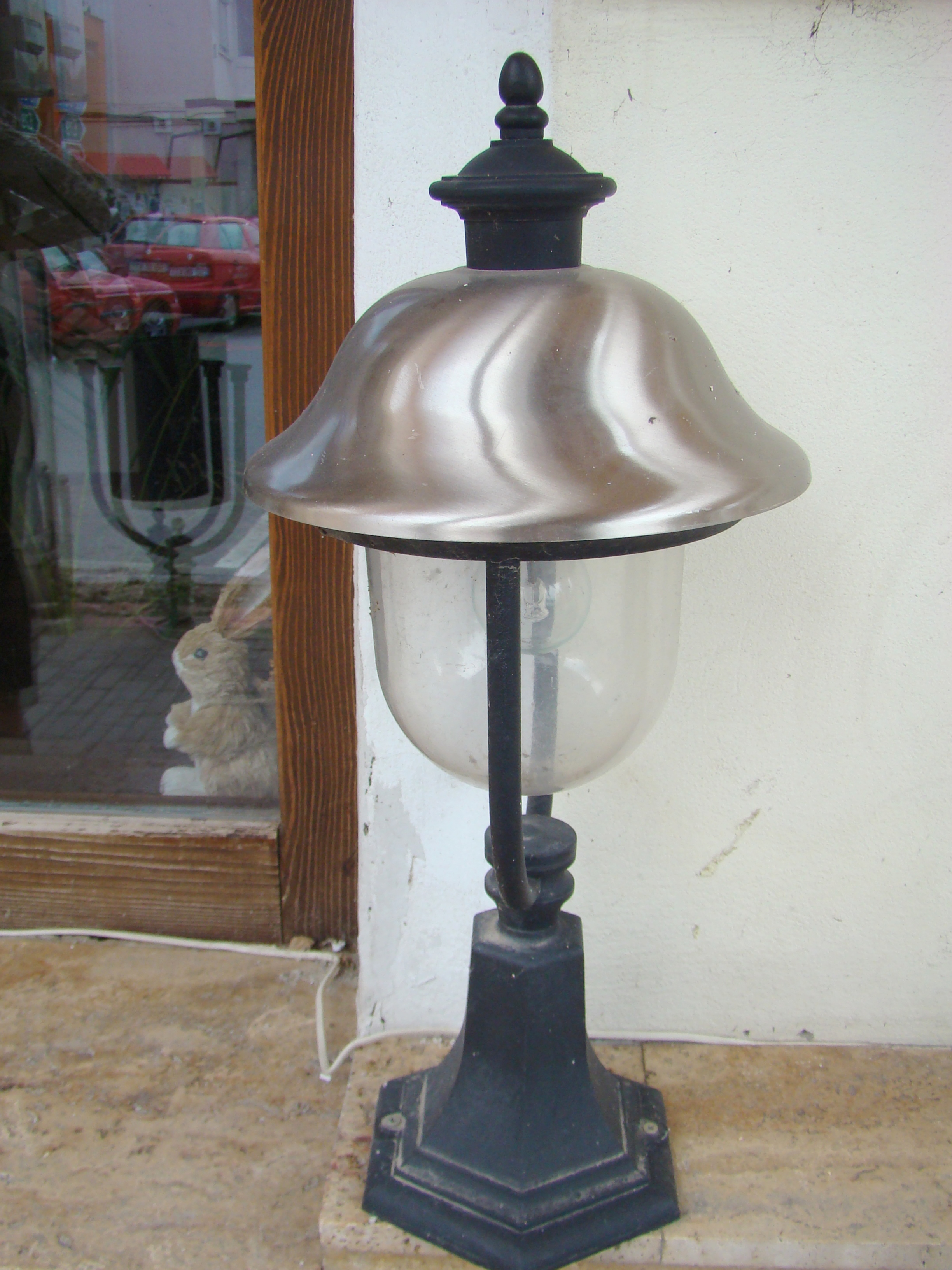
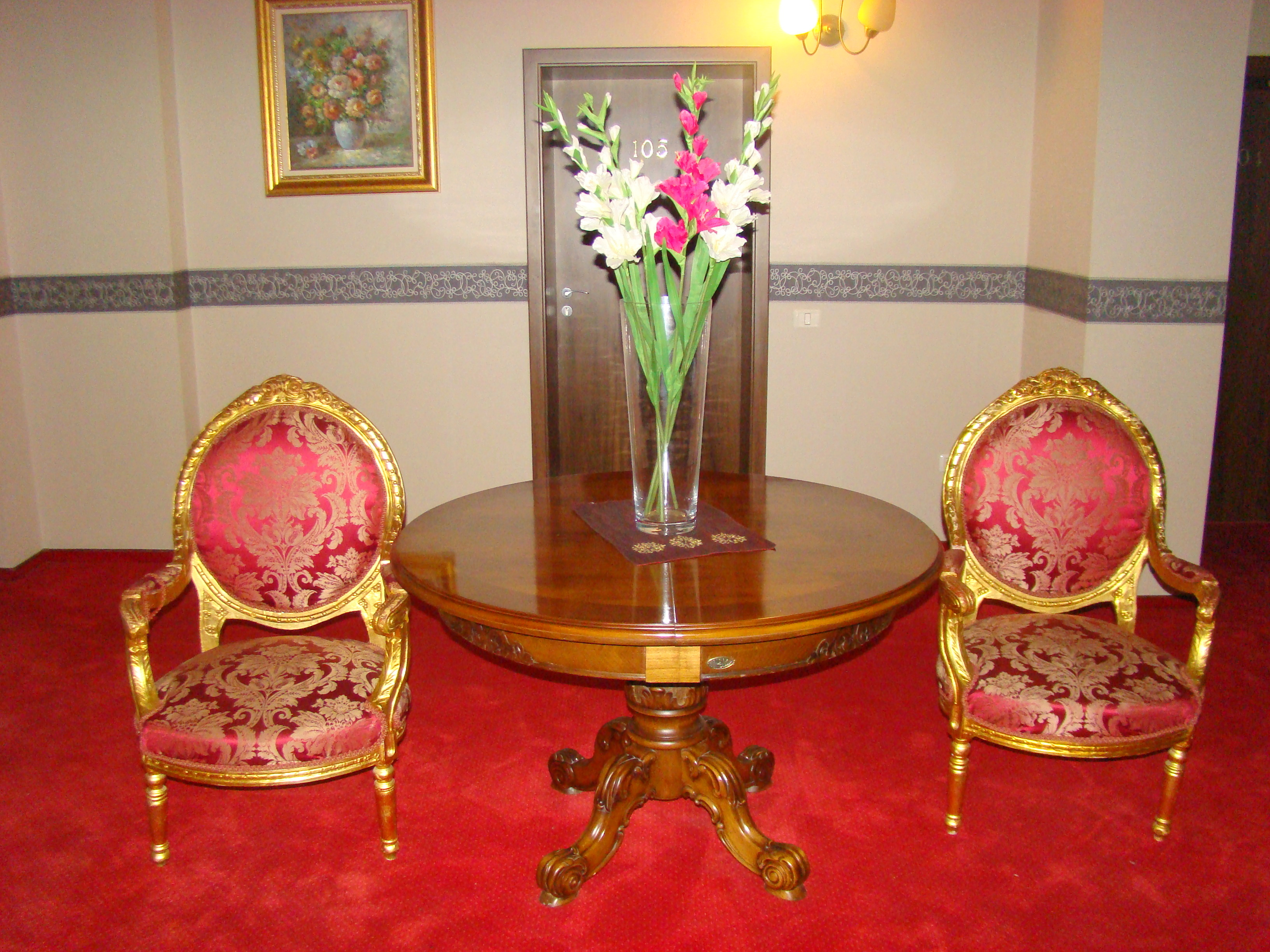
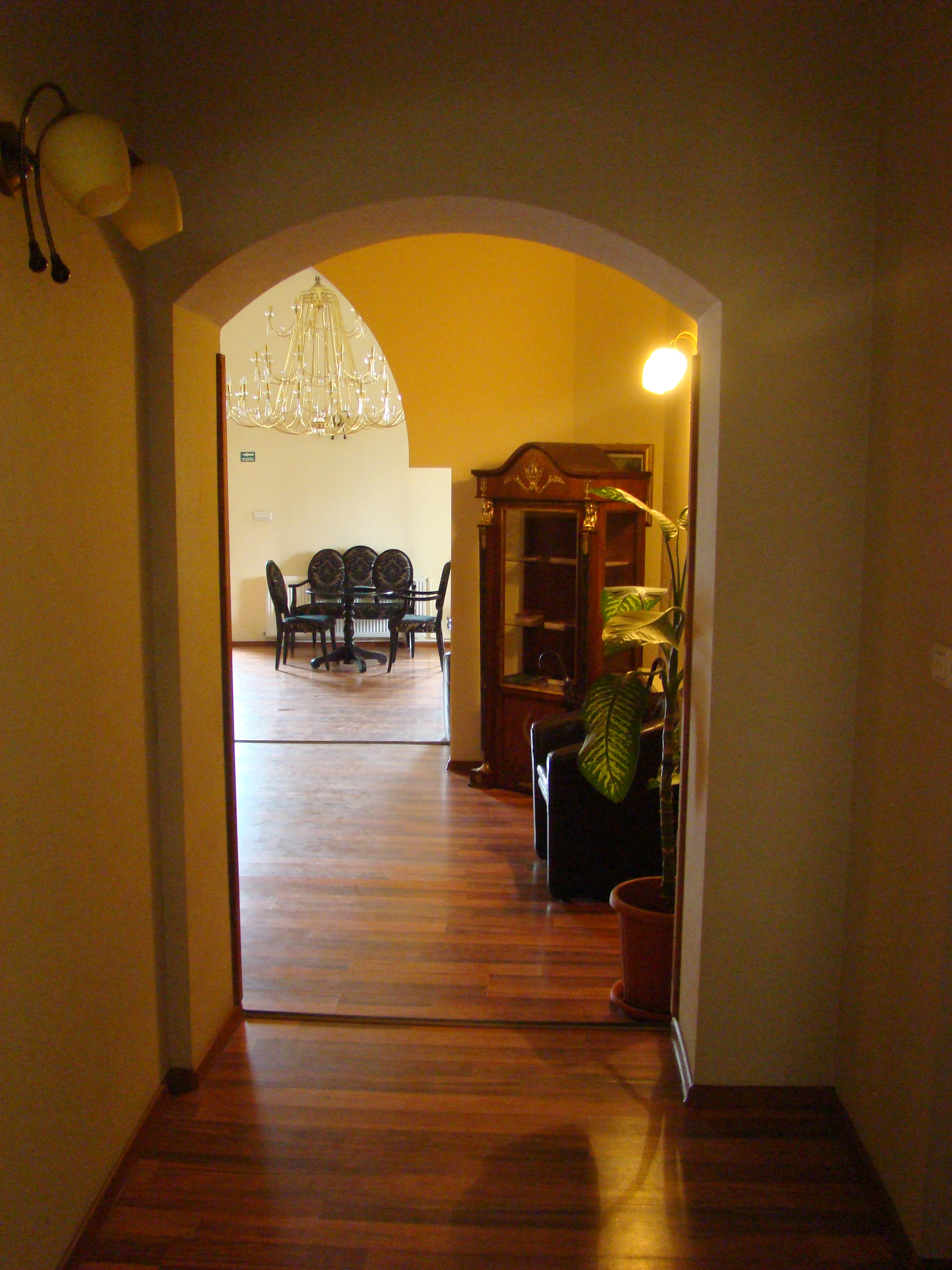
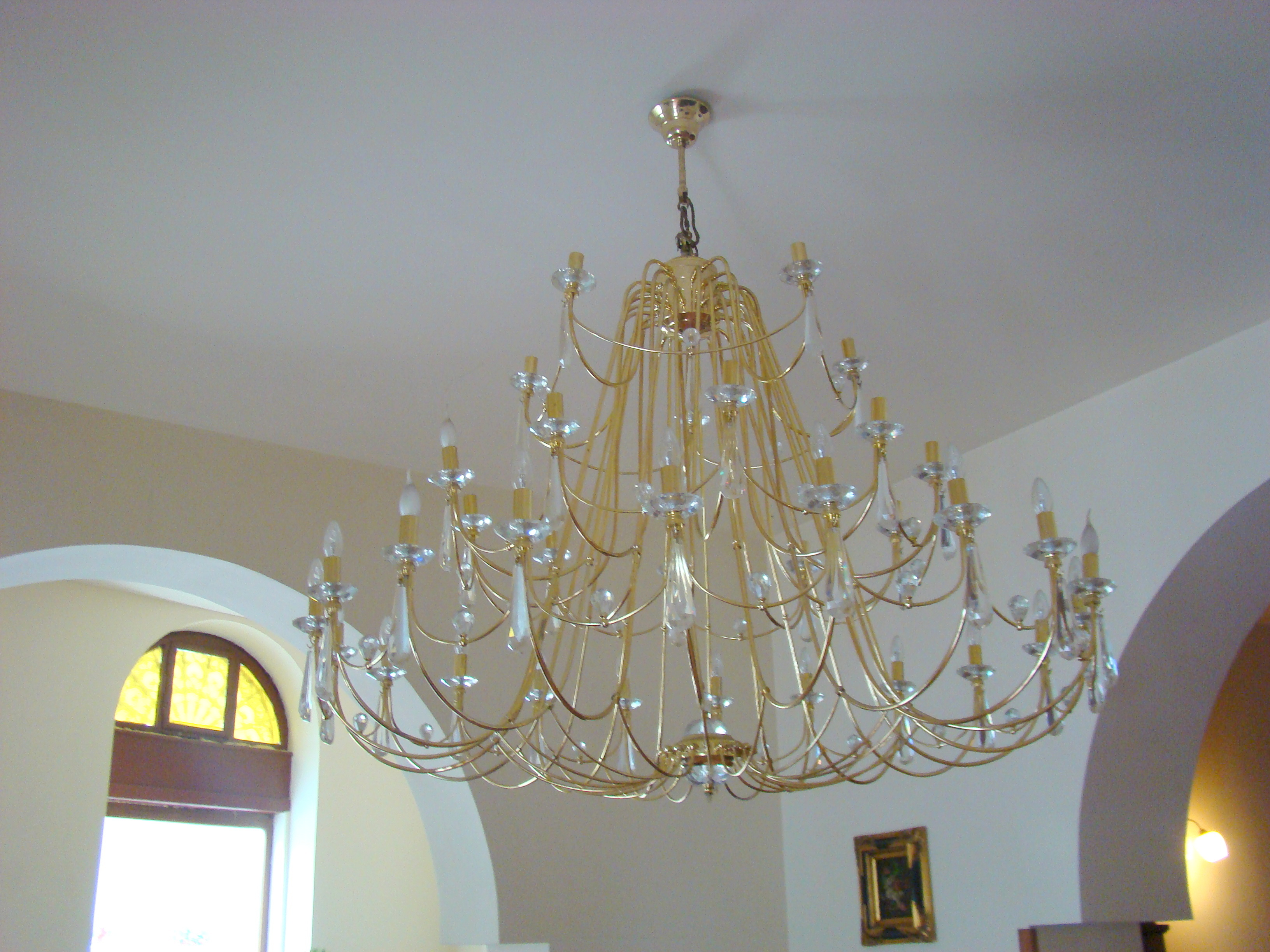
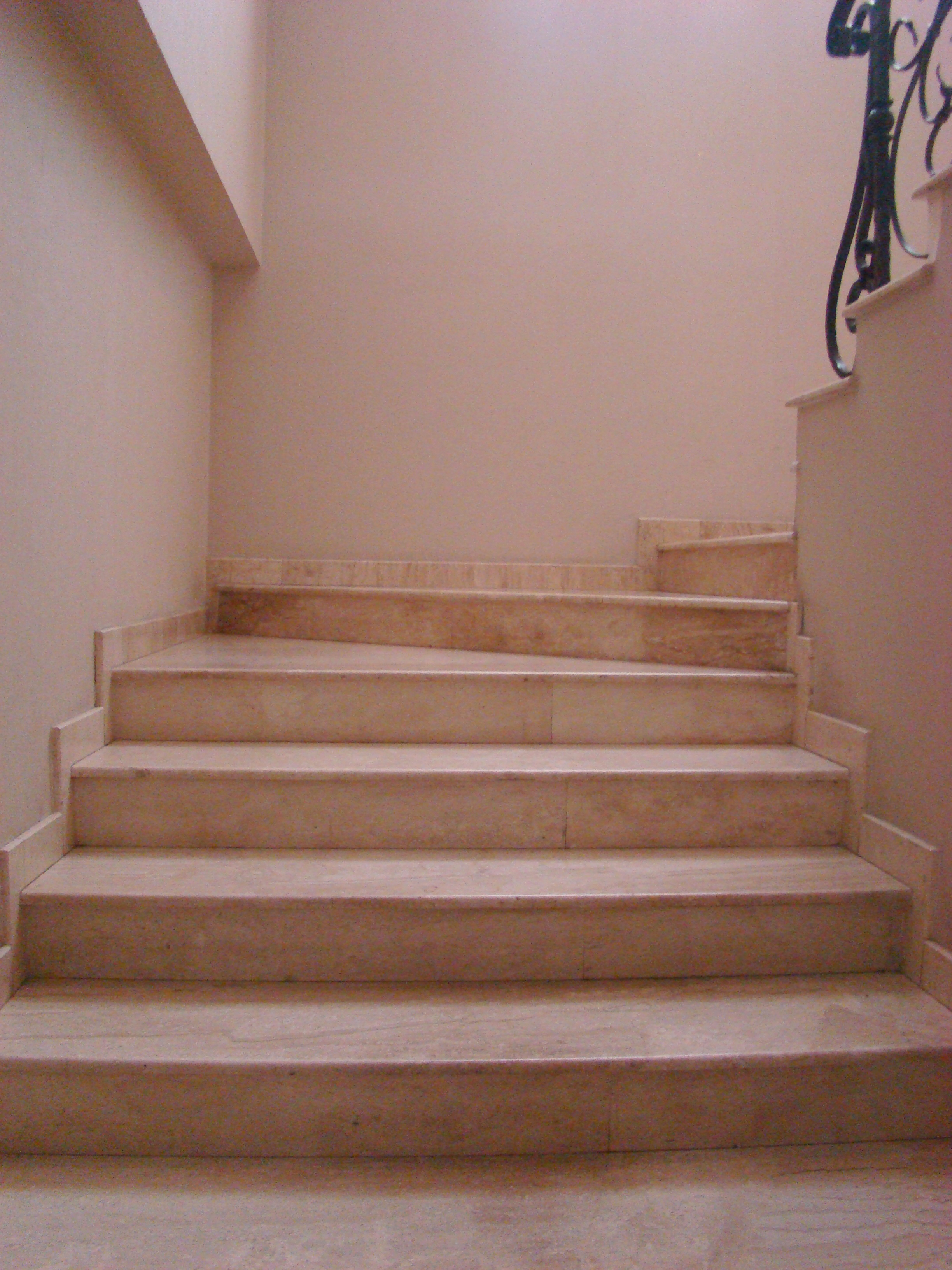
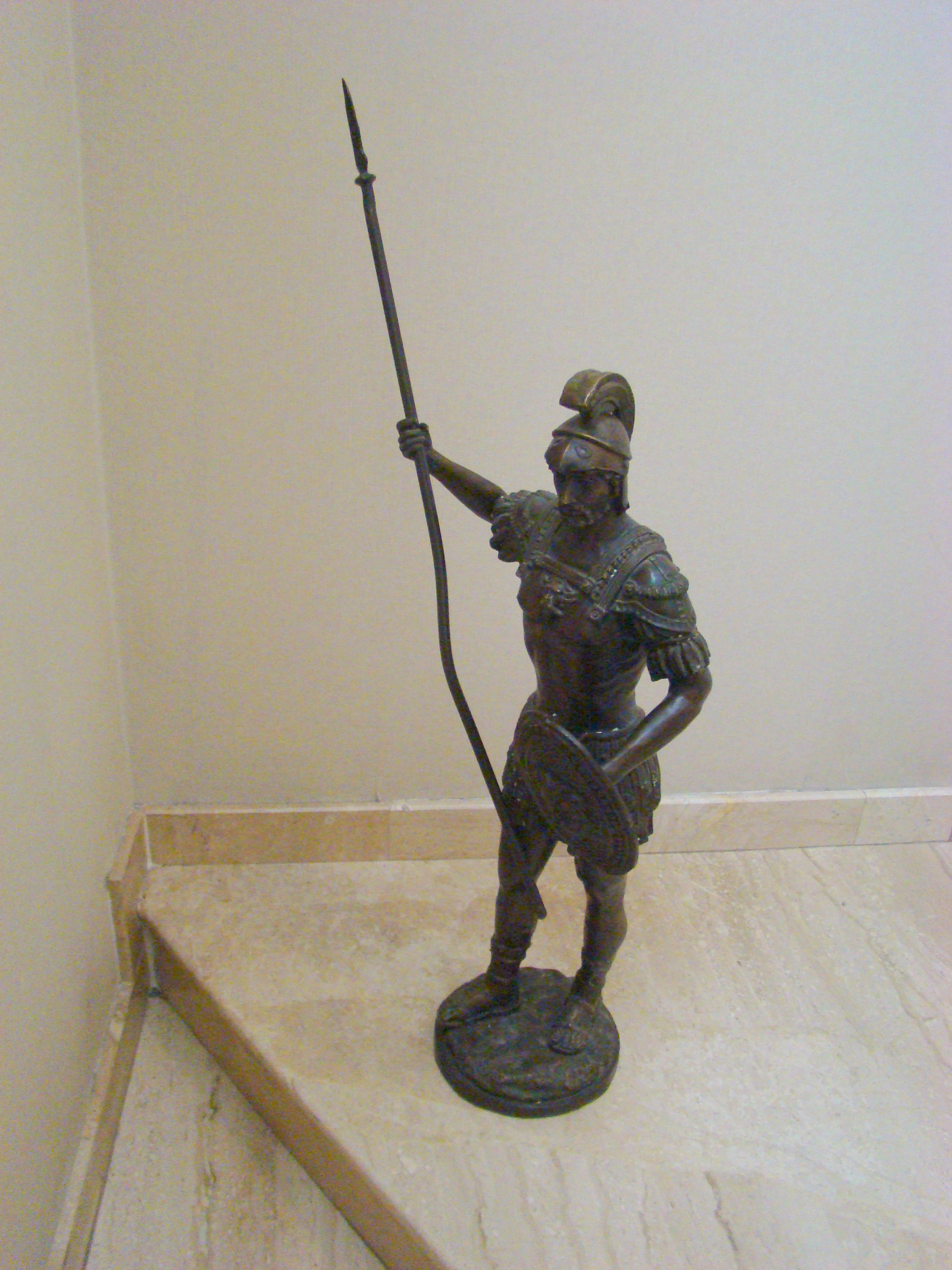
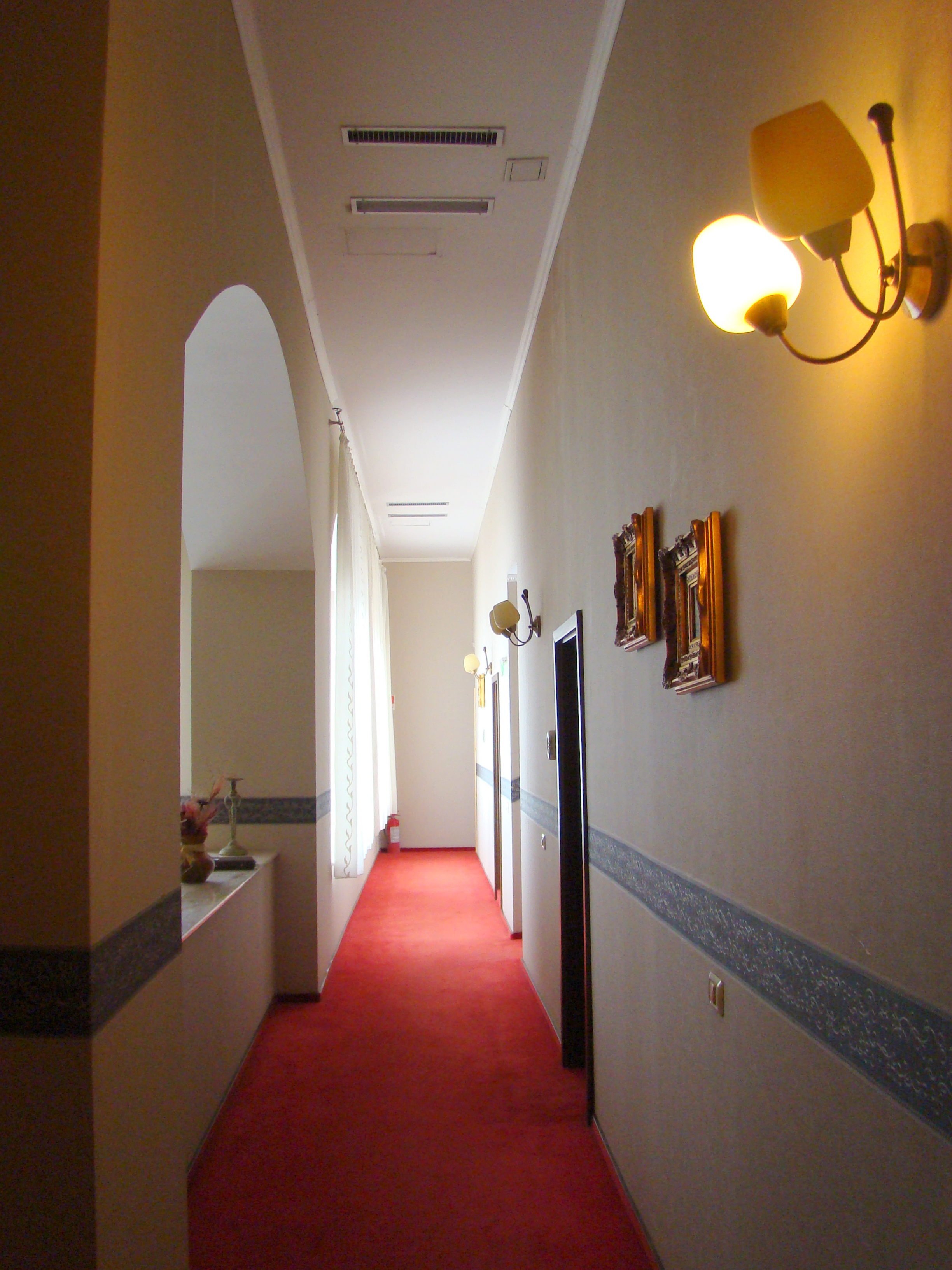
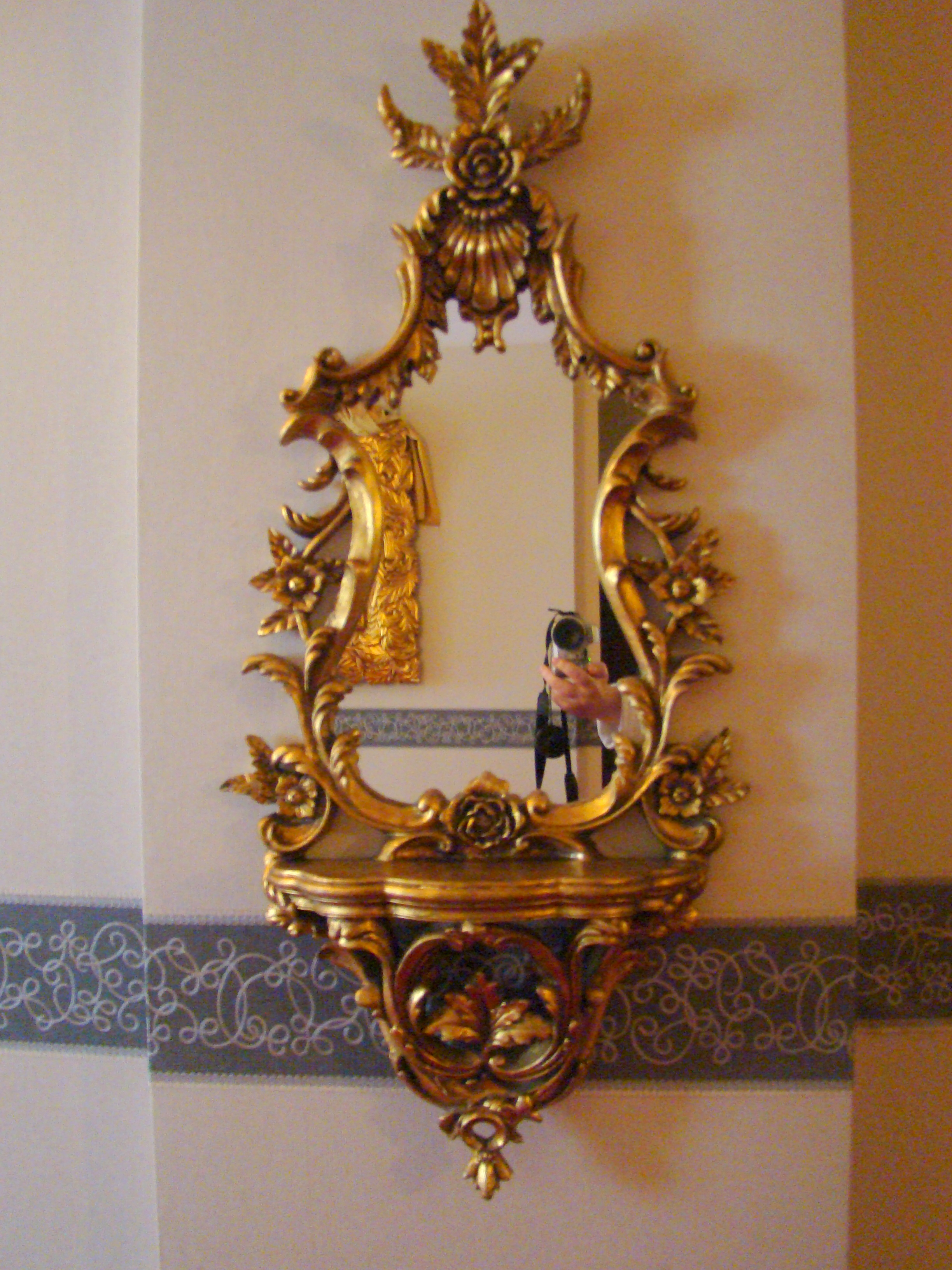
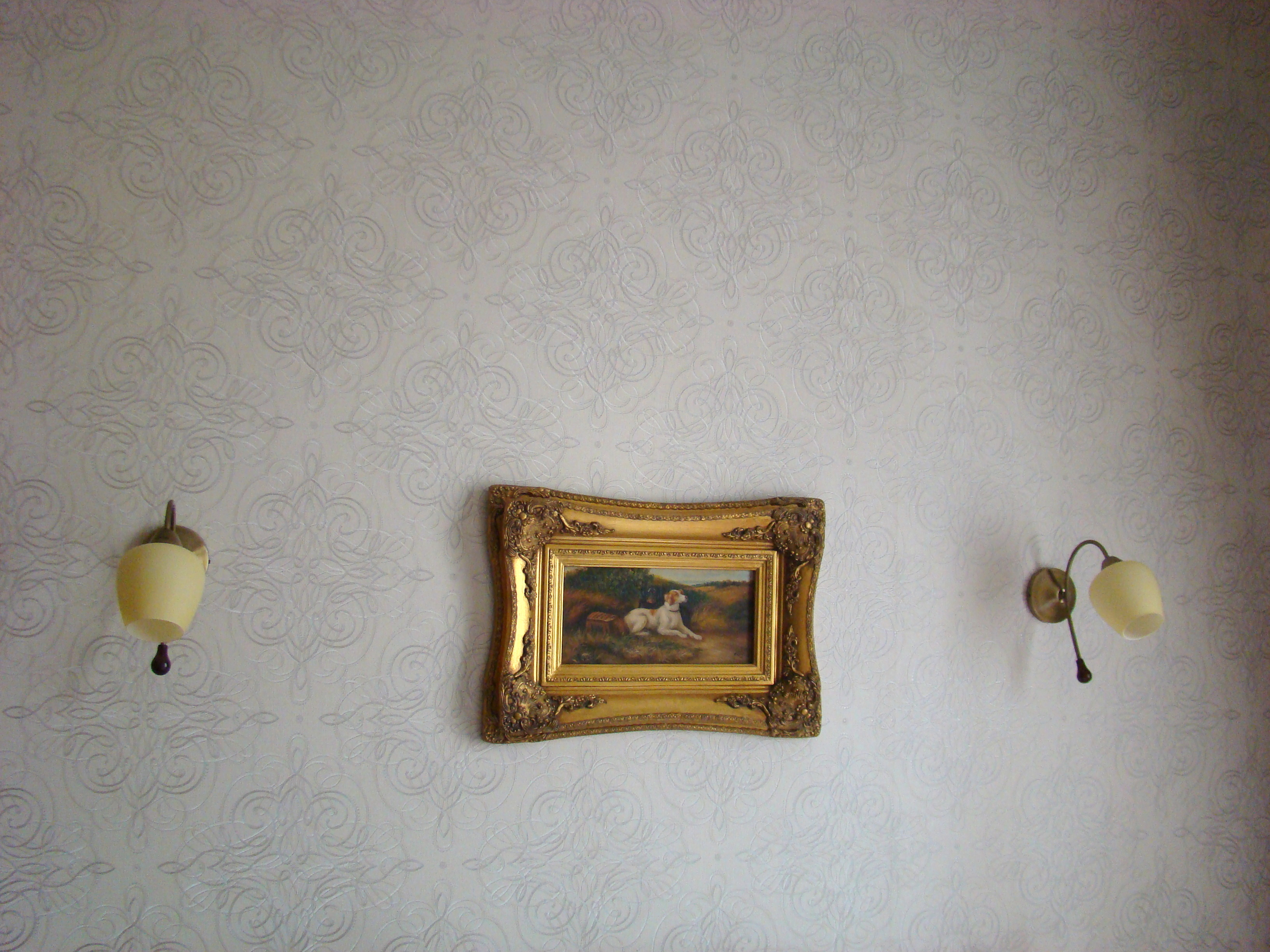
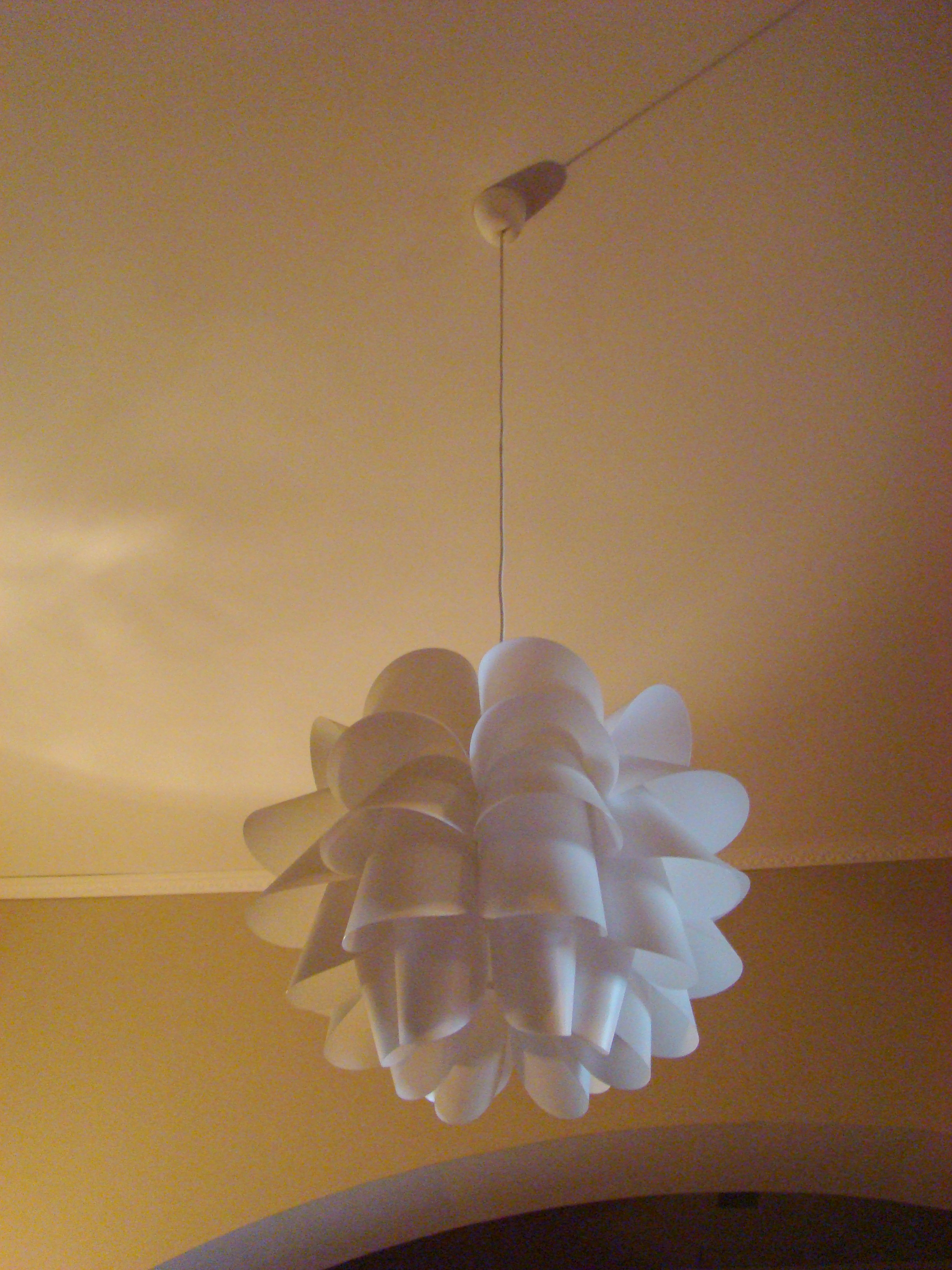
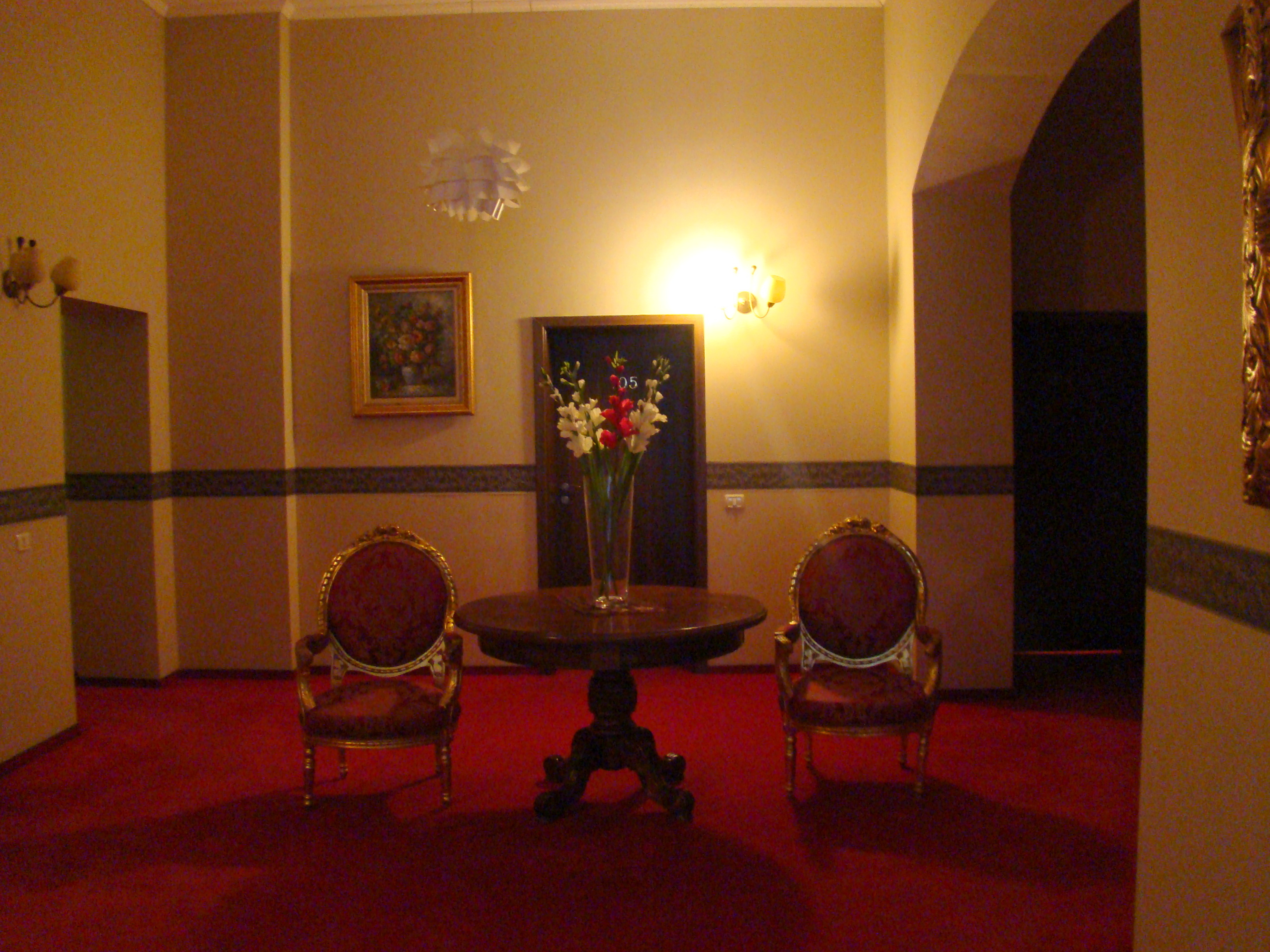
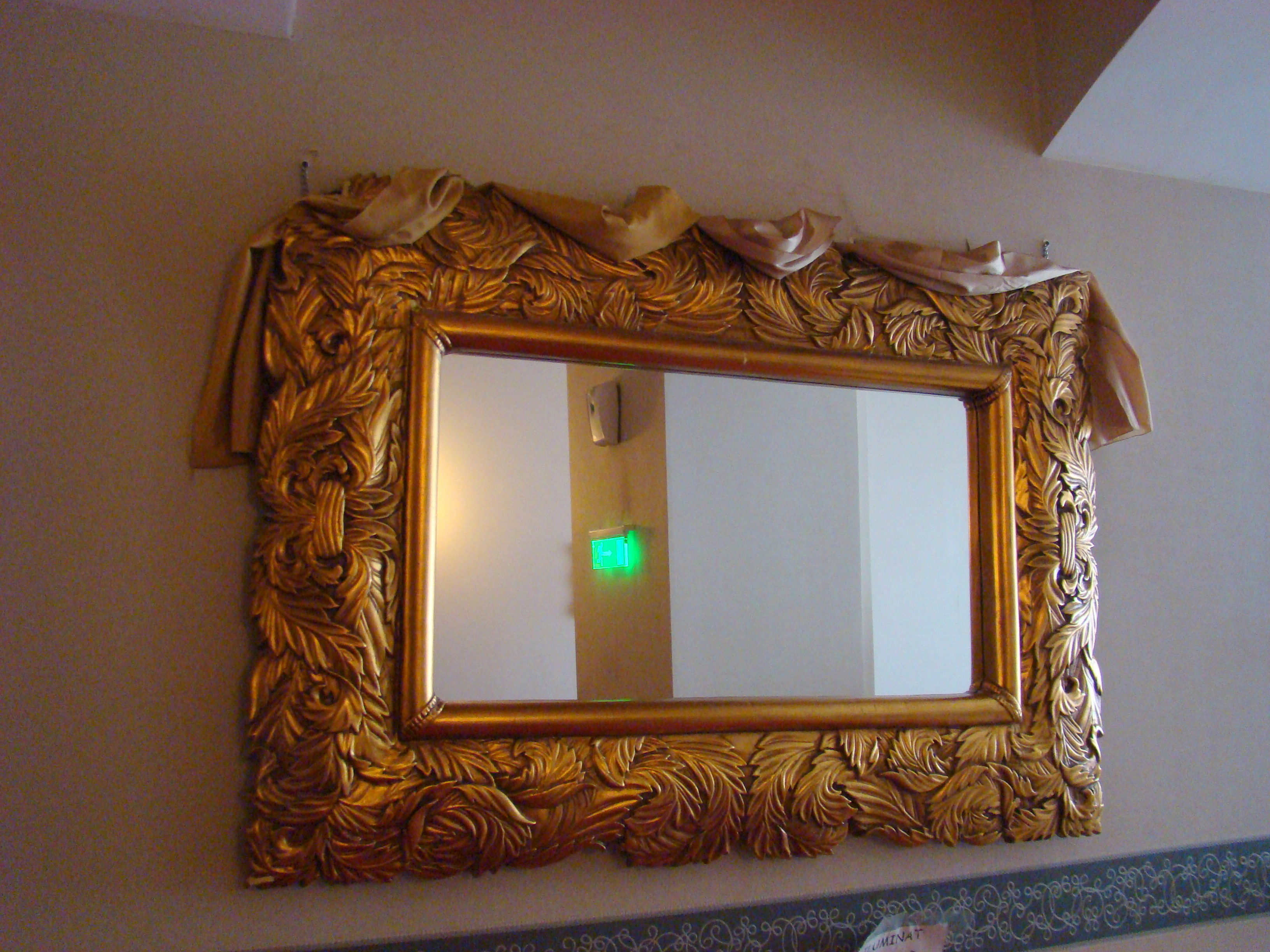
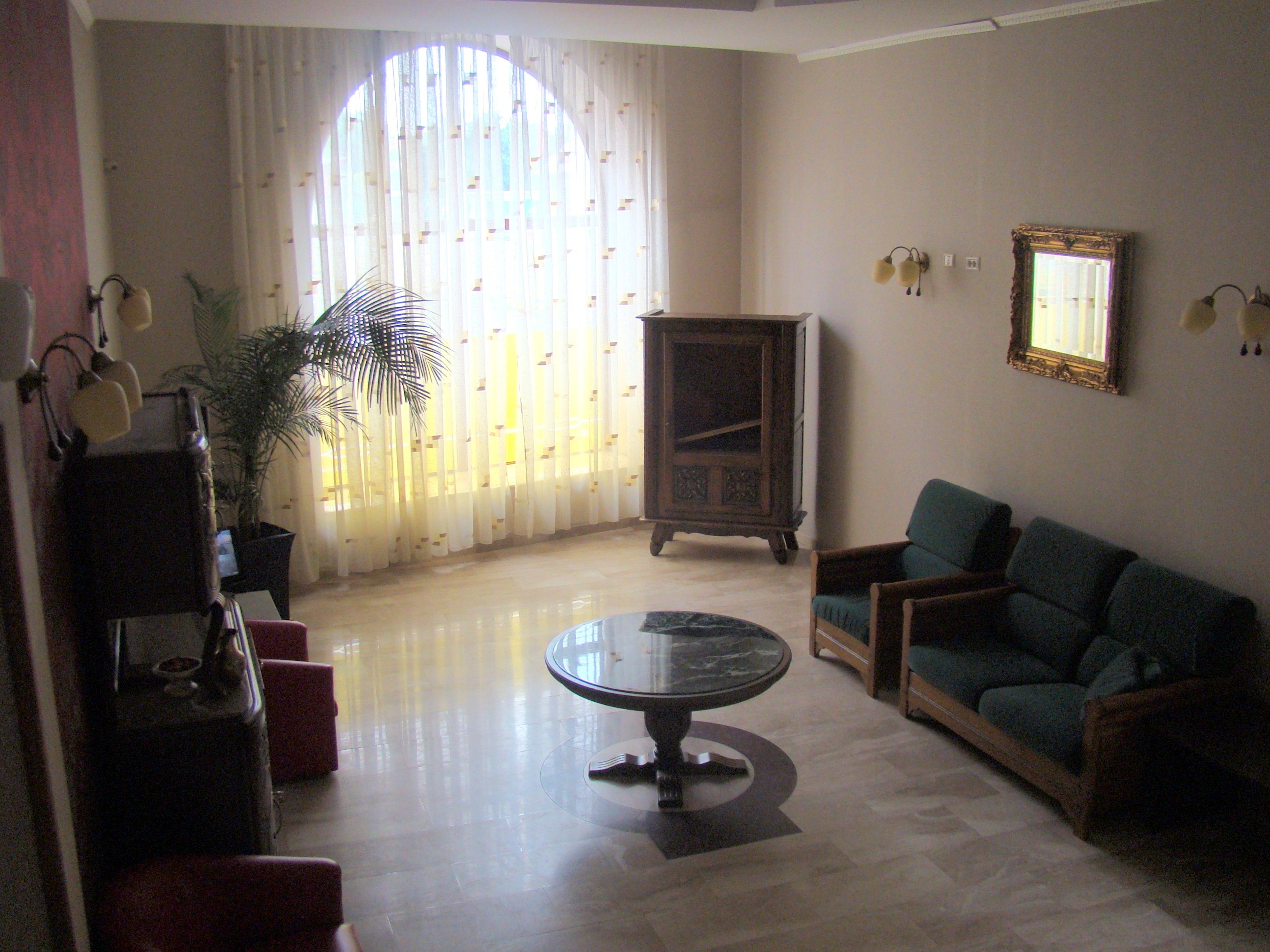